# Víctor Ruiz Iriarte
Víctor Ruiz Iriarte (Madrid, 24 de abril de 1912 - Madrid, 14 de octubre de 1982) fue un dramaturgo español.

## Biografía
En los años cuarenta trabaja como crítico literario en periódicos como El Sol, ABC, Informaciones o Diario Madrid.
Estrena su primera obra, Un día de gloria, en 1943, con interpretación de los actores integrados en el Teatro Español Universitario (TEU). En 1944 se pone en escena la obra que le proporciona el reconocimiento de la crítica: El puente de los suicidas. La consagración le llega gracias a Academia del amor (1946), por la que consigue el Premio Piquer, de la Real Academia Española.
Desde ese momento y a lo largo de las décadas siguientes cosecha importantes éxitos en la escena madrileña: El aprendiz de amante (1947), El landó de seis caballos (1950), El gran minué (1950), Juego de niños (1952), La soltera rebelde (1952), La guerra empieza en Cuba (1955), Esta Noche es la Víspera (1958), Un paraguas bajo la lluvia (1965), La señora recibe una carta (1967), La muchacha del sombrerito rosa (1967), Primavera en la Plaza de París (1968), Historia de un adulterio (1969), Las mujeres decentes, El carrusel...Se trata todas ellas de comedias amables que gozan del favor del público del momento.
También colaboró con Televisión española con La Pequeña Comedia (1966-1968), una serie de historias cortas y divertidas. Seguirían sus colaboraciones con Juego para niños (1970), Buenas noches, señores (1972), protagonizada por Julia Gutiérrez Caba y El señor Villanueva y su gente (1979), con Ismael Merlo y Lola Herrera. Además, muchas de sus obras se representaron en el mítico espacio Estudio 1.
Entre 1969 y 1974 fue presidente de la Sociedad General de Autores.

## Obras estrenadas (selección)
- Un día de gloria (1943).
- El puente de los suicidas (1944).
- Don Juan se ha puesto triste (1945).
- Yo soy el dueño (1945).
- Academia de amor (1946).
- El cielo está cerca (1947).
- El aprendiz de amante (1947).
- La señora, sus ángeles y el diablo (1947).
- Los pájaros ciegos (1948).
- Las mujeres decentes (1949).
- El gran minué (1950).
- El landó de seis caballos (1950).
- Cuando ella es la otra (1951).
- La soletera rebelde (1952).
- Juego de niños (1952).
- El pobrecito embustero (1953).
- El café de las flores (1953).
- La cena de los tres reyes (1954).
- Usted no es peligrosa (1954).
- La guerra empieza en Cuba (1955).
- La vida privada de mamá (1956).
- Esta Noche es la Víspera (1958).
- Tengo un millón (1960).
- De París viene mamá (1960).
- El carrusel (1964).
- Un paraguas bajo la lluvia (1965)
- La señora recibe una carta (1967).
- La muchacha del sombrerito rosa (1967).
- Primavera en la Plaza de París (1968).
- Historia de un adulterio (1969).
- Buenas noches, Sabina (1975).

## Premios
- Premio Nacional de Teatro (1952).
- Premio Nacional de Literatura de España (1967).
- Premio Nacional de Televisión (1967).
- Antena de Oro (1967).
- Clavel de Sitges (1968).